# Treniota
Treniota (1210 – 1264; původně se asi jmenoval Triniotas; používá se zřejmě nesprávně ve 20. století zpětně politevštěná forma poběloruštěného tvaru Транята (Traňata), – srovnej s něm. Trinota) byl litevský velkokníže.
Předpokládá se, že v letech 1261 – 1263 jako submonarcha byl vládcem střední a západní Litvy, tj. celé tehdejší Žemaitie. Před tím, než se stal velkoknížetem litevským, se tento Mindaugův oblíbenec zúčastnil několika válečných tažení Litevců do území, ovládaných Řádem německých rytířů, při kterých se osvědčil jako skvělý vojevůdce. Kolem roku 1260 formuloval a pokusil se uskutečnit program sjednocení všech baltských zemí pod litevskou nadvládou.
Zatímco Mindaugas se obrátil ke křesťanství (hlavně proto, aby odstranil záminky útočných a kořistivých německých rytířů a livonského řádu k potírání pohanství mečem a ohněm, v téže intenci aby získal podporu papeže (a západní křesťanské Evropy) v otázce korunovace na litevského krále), Treniota zůstal přesvědčeným pohanem. Nehledě na Mindaugovu konverzi, němečtí rytíři pokračovali v častých a bezohledně plenících vpádech na litevská území (prakticky pouze Žemaité se jim dokázali postavit na účinný odpor) – Mindaugova konverze se jim vůbec nehodila do plánu, chtěli dále loupit pod záminkou potírání pohanství. Po bitvě u jezera Durbe v roce 1260 Treniota začal nutit Mindaugase, aby se zřekl křesťanství a útočil na oslabený Řád německých rytířů. Útoky na řád však i přes jejich oslabení nebyly dostatečně účinné. Mindaugas si začal zpochybňovat výhody aliance s Treniotou a začal jej posílat do výbojů na opačnou stranu: směrem na jih – jihovýchod. Takovýto zvrat událostí a plánů se Treniotovi nelíbil, proto zosnoval s pomocí Daumanta zavraždění Mindaugase a jeho dvou synů Ruklyse a Rupeikise (třetí syn Vaišelga vyvázl, protože byl tou dobou v Řecku) v Agloně (dnešní Lotyšsko). Panoval však po Mindaugovi jen krátce (necelý rok), neboť jeho samotného na jaře roku 1264 na příkaz "Mindaugovy kliky" zavraždili Mindaugovi sluhové.

## Treniotův otec
Není jasné, kdo byl jeho otec: existují tři varianty: Lengvenis, Vykintas, Erdvilas. Pro nedostatek písemných zdrojů z té doby nelze zatím rozhodnout, která varianta je správná.